# Joan Galbàs
Joan Galbas Pedrol (Barcellona, 14 marzo 1997) è un hockeista su pista spagnolo.

## Carriera
Dopo aver iniziato nelle giovanili del Barcellona, Galbas si trasferisce al Sant Gugat, ove resta due anni prima di andare nel club francese Quévert, con il quale vince un titolo nazionale.
Nel 2020 lascia il team francese per intraprendere un percorso nella massima serie italiana che lo porterà all’affermazione.
dapprima si trasferisce al Sarzana, con il quale vince una coppa Italia, poi al Trissino e infine al Forte.

## Palmarès

### Competizioni nazionali
- Campionato spagnolo: 1

Barcellona: 2013-2014
- Campionato francese: 2

Quévert: 2017-2018, 2017-2018
- Coppa Italia: 3

Sarzana: 2021-2022
Trissino: 2022-2023
Forte dei marmi: 2023-2024
- Campionato italiano: 2

Trissino: 2022-2023
Forte dei marmi: 2023-2024

### Competizioni internazionali
- Coppa Intercontinentale: 1

Trissino: 2023